# 死ぬにはまだ早い
『死ぬにはまだ早い』（しぬにはまだはやい）は、1969年6月14日に公開された日本映画。カラー、シネマスコープ、上映時間82分。

## キャスト
- 若い男：黒沢年男
- 松岡：高橋幸治
- 弓子：緑魔子（東映）
- マスター：小栗一也
- 医者：若宮大佑
- 新婚の夫婦：江原達怡、田村奈己
- 陰気な男：草野大悟
- 運転手：石田茂樹
- 若い娘：木之内ゆみ、佐藤紀伊子
- 二枚目の男：中山仁（ノンクレジット）
- TV司会者：金原亭馬の助 (初代)
- 刑事：伊藤久哉
- 警察官：関田裕、松原靖、鈴木治夫、権藤幸彦、勝部義夫、加藤茂雄
- 新聞記者：佐竹弘行、小松英三郎、越後憲

## スタッフ
- 製作：山田順彦
- 原作：菊村到
- 脚本：石松愛弘、小寺朝
- 撮影：原一民
- 美術：阿久根巌
- 録音：田中信行
- 照明：石井長四郎
- 編集：黒岩義民
- スチール：岩井隆志
- 監督：西村潔
- 製作・配給：東宝

## 同時上映
『ブラック・コメディ ああ!馬鹿』
- 原作：リチャード・スティガー／脚本・監督：須川栄三／主演：小沢昭一